# Epilampra exploratrix
Epilampra exploratrix är en kackerlacksart som först beskrevs av Gurney 1942.  Epilampra exploratrix ingår i släktet Epilampra och familjen jättekackerlackor.
Artens utbredningsområde är Kuba. Inga underarter finns listade i Catalogue of Life.